# Balans (Gerard Cox)
Balans is een studioalbum van Gerard Cox. Hij nam het onder leiding van muziekproducent Aad Klaris op in de Ballad Sound Studio te Vuren. Aad Klaris en John van de Ven zorgden voor de arrangementen (behalve track 12). Van het album werden drie singles afgehaald, doch deze waren net als het album weinig commercieel succesvol. Er zijn, gewoon bij Cox, covers en eigen muziek. 

## Muziek
| Nr. | Titel                                                      | Duur     |
| --- | ---------------------------------------------------------- | -------- |
| 1.  | 'n Lekker Hollands liedje (Roger Whittaker, R. Pares, Cox) | 3:48     |
| 2.  | Ik zie je toch nooit meer (Chris Rea, Cox)                 | 3:47     |
| 3.  | Hij kan ongelofelijk liegen (Klaris, Cox)                  | 3:11     |
| 4.  | 't Regent in mijn hart (Felice and Boudleaux Bryant, Cox)  | 3:55     |
| 5.  | In de nacht (Klaris)                                       | 4:00     |
| 6.  | Als ik later dood ga (Bert Nicodem, Cox)                   | 3:03     |
| 7.  | Bram Vingerling (Leonard Cohen's Fingertips, Cox)          | 3:383:38 |
| 8.  | Goeie ouwe radio (Gerard Cox, F.O. Knipe)                  | 3:17     |
| 9.  | Op 'n hoge zwarte fiets (Bert Nicodem, Cox)                | 2:55     |
| 10. | Helemaal fout (Bert Vervoorn)                              | 3:35     |
| 11. | Liedje van de liefde (Klaris, Cox)                         | 2:54     |
| 12. | Simone Wijnschenk (Bert Nicodem, Cox, Cor Bakker (arr))    | 5:17     |